# Antony (Hauts-de-Seine)
Antony település Franciaországban, Hauts-de-Seine megyében. Lakosainak száma 64 026 fő (2022. január 1.). Antony Bourg-la-Reine, L’Haÿ-les-Roses, Fresnes, Wissous, Massy, Verrières-le-Buisson, Châtenay-Malabry és Sceaux községekkel határos.

## Népesség
A település népességének változása:
| Lakosok száma | 61 727 | 61 711 | 62 989 | 62 570 | 62 858 | 62 760 | 62 906 | 63 232 | 64 026 |
|               | 2013   | 2015   | 2016   | 2017   | 2018   | 2019   | 2020   | 2021   | 2022   |

## Testvérvárosai
Olomouc (Csehország)